# Die Abenteuer von Sherlock Holmes und Dr. Watson
Die Abenteuer von Sherlock Holmes und Dr. Watson (russisch Приключения Шерлока Холмса и доктора Ватсона, Prikljutschenija Scherloka Cholmsa i doktora Watsona) ist ein sowjetischer Fernsehfilm von 1980.
Der Dreiteiler ist der zweite Film in der Fernsehfilmreihe „Die Abenteuer von Sherlock Holmes und Dr. Watson“, nach den Erzählungen von Arthur Conan Doyle über Sherlock Holmes.
Der Film besteht aus drei Teilen: „Der Erpresserkönig“ (russ.: „Король шантажа“), „Der tödliche Kampf“ (russ.: „Смертельная схватка“) und „Die Tigerjagd“ (russ. „Охота на тигра“), basierend auf Conan Doyles Erzählungen „Charles August Milverton“, „Das letzte Problem“ und „Das leere Haus“.

## Handlung

### Der Erpresserkönig
Charles Augustus Milverton ist einer der gemeinsten Verbrecher Londons. Er lebt in einem großen Anwesen in einer vornehmen Gegend, bewacht von Wachen und einer hohen Steinmauer. Sein Vermögen wurde jedoch nicht rechtschaffen verdient, sondern durch Erpressung. Im puritanischen England gegen Ende des 19. Jahrhunderts sucht Milverton nach vorehelichen und außerehelichen Beziehungen und bietet seinen Opfern an, Beweise von ihm zurückzukaufen, damit ihr Geheimnis unentdeckt bleibt. Lady Eva hatte vor ihrer Hochzeit die Unvorsichtigkeit, einen Briefwechsel mit einem Staatsdiener zu unterhalten. Später jedoch heiratete sie einen sehr konservativen Lord. Milverton, der sich die Briefe angeschafft hat, bietet ihr an, die Hochzeit nicht platzen zu lassen, und die Briefe für einen „sehr mäßigen Preis“ abzukaufen. Sherlock Holmes und Dr. Watson, die von Lady Eva beauftragt wurden, sehen keine legale Möglichkeit, die Briefe zu entwenden, und beschließen, die kompromittierenden Briefe zu stehlen und zu vernichten.
Holmes schafft es verkleidet, als Arbeiter namens Ascot mit Milvertons Hausmädchen anzubandeln, um das Anwesen auszukundschaften. Gemeinsam mit Dr. Watson brechen sie ins Haus von Milverton ein, da sie annehmen, er würde schlafen.
Jedoch stellen sich der große Detektiv und sein Helfer als recht schlechte Einbrecher heraus. Holmes schneidet sich an der Hand am Glas, und Dr. Watson vergisst sein Taschentuch im Wintergarten. Als sie ins Arbeitszimmer von Milverton eindringen, stellen sie fest, dass er noch ein Treffen mit einer angeblich Bediensteten hat, die ihm kompromittierende Briefe ihrer Herrin verkaufen möchte. In Wirklichkeit handelt es sich jedoch um Lady Huxley, die bereits zuvor von Milverton erpresst wurde: als sie sich weigerte, zu zahlen, starb ihr Ehemann an einem Herzschlag, nachdem er die Briefe bekam. Lady Huxley erschießt Milverton und flieht. Holmes und Watson, die alles mitansehen, vernichten schnell sämtliches kompromittierendes Material und fliehen vor Milvertons Bediensteten; dabei verliert Watson einen Schuh.
Somit fallen Scotland Yard neben der Leiche von Milverton auch Proben von Holmes' Blut sowie das Taschentuch und der Schuh von Dr. Watson in die Hände. Der zweite Schuh wird von den beiden gerade noch rechtzeitig verbrannt, als Lestrade zu Holmes kommt, um nach Hilfe bei diesem Fall zu fragen. Lestrade beschreibt die Merkmale eines der Einbrecher, und Holmes erwidert, dass diese Merkmale auf alle passen – ja sogar auf Watson. Lestrade lacht über diesen Scherz, während hinter ihm im Kamin der übriggebliebene Schuh verbrennt. Hinterher kommentiert Holmes, was für lausige Verbrecher die beiden doch seien.
Holmes und Watson suchen Lady Huxley auf, die noch eines von Milvertons Dokumenten besitzt, das sie bei ihrer Flucht von seinem Tisch aufschnappte. Die Dame gibt sich ahnungslos, schickt Holmes das Dokument jedoch zu. Holmes macht sich daran, den Code zu entziffern, und stellt fest, dass Milverton nicht aus eigenen Stücken gearbeitet hatte, sondern Financier eines der größten Verbrecher von London war, nämlich Professor Moriarty.

### Der tödliche Kampf
Nachdem Holmes das wahre Verbrecherhirn von London entdeckt hat, wird es für ihn brenzlig in London. Als Watson und Holmes einen Kartenclub besuchen, wird Watson auf ein Kartenspiel aufmerksam, bei dem ein junger Adeliger namens Ronald Adair zusammen mit Oberst Moran (den Holmes als zweitgefährlichsten Verbrecher Englands bezeichnet) Karten spielt und diesen nach dem Spiel unter vier Augen des Falschspielens bezichtigt, was Watson mitbekommt. Derweil wird Holmes von Moriartys Schergen in ein geheimnisvolles Haus gebracht, wo er Moriarty entgegensitzt. Jedoch schafft er, den Verbrecherboss k.o. zu schlagen und zu entkommen.
Nachdem sie einen Brandanschlag auf Baker Street 221b überleben, müssen Holmes und Watson sich nach Europa absetzen. Getrennt von Holmes besteigt Watson ein Zugabteil am Londoner Hauptbahnhof, den er mit einer alten Dame teilt. Nachdem der Zug abfährt, stellt sich die Dame als verkleideter Holmes heraus. Doch Moriarty ist Holmes dicht auf den Fersen und verfolgt sie mit einem neumodischen Automobil.
Holmes und Watson schaffen es in die Schweiz, wo sie in einem Berghotel Halt machen. Der Wirt, Peter Steiler der Jüngere, erkennt Holmes und empfängt ihn euphorisch: Holmes hatte ihn seinerzeit zur Strecke gebracht, aber auch vor Strafarbeiten bewahrt und vor Gericht die mildeste Strafe erreicht. Nach seiner Freilassung eröffnete Steiler ein Hotel im Schweizer Meiringen in den Alpen.
Bei einem Spaziergang werden die Freunde durch einen Steinfall überrascht. Holmes meint, er sei ein gefährlicher Weggefährte, doch Watson denkt nicht daran, Holmes zu verlassen. Am Reichenbachfall erreicht ein Botenjunge aus dem Hotel die beiden und überbringt eine Nachricht von Steiler: eine Engländerin, die an Tuberkulose leidet, brauche Hilfe, lehne aber alle Ärzte ab, nachdem sie erfahren hat, dass ein englischer Arzt im Hotel wohnt. Watson geht zum Hotel, und Holmes bleibt am Wasserfall.
Plötzlich taucht Moriarty auf. Da er den tödlichen orientalischen Kampf Baritsu beherrscht, glaubt er, leichtes Spiel zu haben. Er erlaubt Holmes sogar, einen Zettel an Dr. Watson zu hinterlassen. In diesem bittet Holmes Watson, auf Ronald Adair ein Auge zu werfen, da dieser zweifellos in Gefahr schwebt. Holmes und Moriarty beginnen ihren Kampf am Reichenbachfall.
Auf dem Weg zum Hotel begegnet Watson Oberst Moran. Als er ankommt, entdeckt er, dass er absichtlich weggelockt wurde, und läuft zum Wasserfall mit Peter Steiler jr. zurück. Sie entdecken nur die Sachen des Privatdetektivs am Wasserfall. Holmes hat Moriarty in die Tiefen des Wasserfalls gestürzt, wurde jedoch selbst von Oberst Moran erschossen und stürzte ebenfalls in die Tiefe. Der niedergeschmetterte Watson findet Holmes' Nachricht an ihn, während Steiler lautstark trauert.

### Die Tigerjagd
Milverton und Moriarty sind tot, doch Oberst Moran ist noch da, und bedroht Ronald Adair. Dr. Watson versucht, den jungen Adeligen zu retten, indem er sich mal als katholischer Priester, mal als einfacher Doktor tarnt.
Jedoch schafft er es nicht, Adair zu beschützen. Der junge Mann wird in seinem Zimmer aufgefunden, mit einer Revolverkugel im Kopf. Die Tür war geschlossen, das Fenster war im 1. Stock, es gab keine Spuren unter dem Fenster, und es hat niemand einen Schuss gehört. Doch die verdächtige Aktivität von Watson um Adair herum entgeht Inspector Lestrade von Scotland Yard nicht, und Watson wird des Mordes an Adair beschuldigt. Nur ausnahmsweise darf er sich frei bewegen, doch darf er London nicht verlassen.
Hier taucht plötzlich Sherlock Holmes auf. Er hatte sich am Reichenbachfall an einem Felshang festgehalten und bis zur Dunkelheit abgewartet, obwohl er durch Morans Kugeln verletzt war. Er musste seine Lebenszeichen vor Watson verheimlichen und vertraute sich nur seinem Bruder Mycroft an. Das Erscheinen Holmes' an der Baker Street bringt Dr. Watson und Mrs. Hudson erst mal dazu, dass die beiden in Ohnmacht fallen.
Scotland Yard ahnt nicht, dass Holmes zurück ist – im Gegenteil zu Oberst Moran. Moran beschließt, den Detektiv zu töten. Jedoch schafft es Holmes, den Mörder zu überlisten, indem er ihm eine Wachsfigur vorsetzt, die der französische Skulptor Menier hergestellt hat. Aus dem gegenüberliegenden leerstehenden Haus schießt Moran auf die Statue und wird von Holmes und Watson gestellt und der Polizei übergeben. Die Tatwaffe ist ein besonderes Luftgewehr, das von einem blinden deutschen Mechaniker speziell für Moriarty hergestellt wurde, und das mit Revolverkugeln schießt. Dies war auch die Tatwaffe im Fall von Ronald Adair.
Nun sind die drei gefährlichsten Verbrecher von London weg Milverton, Moriarty und Moran. Sherlock Holmes meint, dass es mit dem Buchstaben M reicht, und der Buchstabe N sei an der Reihe, der geheimnisvollste Buchstabe. Plötzlich kommt Mrs. Hudson herein und sagt, dass eine Lady auf Holmes im Empfangszimmer wartet.

## Darsteller
Hauptdarsteller
- Wassili Liwanow – Sherlock Holmes
- Witali Solomin – Dr. Watson
- Rina Seljonaja – Mrs. Hudson
- Boryslaw Brondukow – Inspector Lestrade (gesprochen von Igor Jefimow)

Der Erpresserkönig
- Boris Kljujew – Mycroft Holmes
- Boris Ryschuchin – Charles Milverton
- Walentina Panina – Lady Huxley
- Anatoli Podschiwalow – Markör Price
- Swetlana Krjutschkowa – Agatha, das Zimmermädchen

Der tödliche Kampf
- Nikolaj Krjukow – Oberst Moran
- Wiktor Jewgrafow – Professor Moriarty (gesprochen von Oleg Dahl)
- Alexander Sacharow – Ronald Adair
- Boris Kljujew – Mycroft Holmes
- Alexei Koschewnikow – Mr. Murray
- Ignat Leirer – Peter Steiner der Jüngere
- Anatoli Podschiwalow – Markör Price
- Dima Chilew – Junge aus dem Hotel
- Juri Eller – Moriartys Scherge
- sowie I. Andronnikow.

Die Tigerjagd
- Igor Dmitrijew – Inspector Gregson
- Wiktor Jewgrafow – Professor Moriarty
- Alexander Sacharow – Ronald Adair
- Alexei Koschewnikow – Mr. Murray
- Boris Kljujew – Mycroft Holmes
- Nikolaj Krjukow – Oberst Moran
- Anatoli Podschiwalow – Markör Price (gesprochen von Igor Jefimow)
- Waleri Smoljakow – Cabman
- sowie I. Kraslawskaja, E. Charkewitsch.

## Filmcrew
- Drehbuch: Wladimir Waluzki
- Regie: Igor Maslennikow
- Kamera:
  - Anatoli Lapschow
  - Juri Weksler
- Ausstattung: Mark Kaplan
- Musik: Wladimir Daschkewitsch

## Interessante Fakten
- Inspector Lestrade und Professor Moriarty wurden nachvertont: Lestrade wurde gesprochen von Igor Jefimow und Moriarty – von Oleg Dal.
- Viele halten den Reichenbachfall für eine Erfindung von Arthur Conan Doyle, jedoch existiert er wirklich. Er befindet sich unweit der Schweizer Stadt Meiringen. Am Wasserfall gibt es eine Andenktafel, die Sherlock Holmes gewidmet ist.
- Die neuseeländische Münzprägeanstalt hat eine Sonderserie von zwei-Dollar-Silbermünzen, die den Erzählungen über Sherlock Holmes gewidmet sind. Auf dem Avers werden Standbilder aus der russischen Verfilmung verwendet.[1]
- Im Film sind viele Aufnahmen von Leningrad zu sehen. Als Anwesen von Milverton fungierte ein Gebäude im Peterhof.
- Boris Kjujew, der Mycroft, den älteren Bruder von Sherlock Holmes spielte, ist in Wirklichkeit 9 Jahre jünger, als Wassili Liwanow.
- Professor Moriarty wurde vom Stuntman Wiktor Jewgrafow gespielt, der ein furchteinflößendes Äußeres sowie körperliche Statur besaß. Da er jedoch nur wenig Schauspielerfahrung hatte, wurde seine Stimme vom bekannten Charakterdarsteller Oleg Dahl übersynchronisiert.
- Swetlana Krjutschkowa, die in der ersten Folge das Zimmermädchen Agatha in einer Episodenrolle spielte, kehrte in „Der Hund der Baskervilles“ als Mrs. Barrymore zurück.

## Auf DVD
Eine Restaurierung der Filme für die DVD-Auswertung wurde von zwei Unternehmen unabhängig voneinander durchgeführt: das russische Label „Twister“ und die Mosfilm-Tochter „Krupny Plan“. „Twister“ brachte alle fünf Sherlock-Holmes-Filme von Igor Maslennikow zwischen 2000 und 2004 auf DVD heraus, teilweise mit Bonusmaterial. Die „Krupny Plan“ Veröffentlichung erfolgte 2007, jedoch ist die Restaurierung durch Twister qualitativ besser.
Die DVD von „Twister“ enthält russischen Ton in Dolby Digital 5.1 sowie russische und englische Untertitel. Als Bonus gibt es Textinfos sowie Interviews mit Wladimir Waluzki, Wladimir Daschkewitsch, Witali Liwanow, Igor Maslennikow und Witali Solomin (das letzte Interview des Schauspielers vor seinem Tod).
Die „Krupny Plan“ DVD enthält keinen Bonusmaterial und nur russische Untertitel; dort ist zusätzlich zum 5.1 Remix auch der russische Original-Monoton enthalten.